# Правопонимание
Правопонима́ние — определённое представление о существе права.
На вопрос: «Что есть право?» разные теоретики права отвечали по-разному.
- Цельс — право есть искусство добра и справедливости;
- Рудольф фон Иеринг — право есть защищённый государством интерес, право — ничто без государственной власти;
- Иммануил Кант — юристы до сих пор ищут своё определение права.

## Теория естественного права

### Представители
Сократ, Аристотель, Г.Гроций, Дж. Локк, Вольтер, Монтескьё, Жан-Жак Руссо, А. Н. Радищев

### Суть теории
Главное — это духовное, идейное, нравственное начало. Приоритет над нормативным и реальным началами. Право — это возведённая в закон справедливость, в рамках данной доктрины разделяется право и закон, так как закон может быть не правовым. Право возникает естественным путём, появляется раньше государства, а нормы права лишь воплощают эти идеи. Само право даровано Богом или природой, поэтому государство должно уважать и соблюдать естественные права и свободы человека (право на жизнь, имя, собственность, создание семьи и др.).
После Второй мировой войны идёт процесс возрождения естественного права.

## Историческая школа права

### Представители
Г.Гуго, Савиньи, Пухта

### Суть теории
Право — это историческое явление, которое, как и язык, не устанавливается договором, не вводится по чьему-либо указанию, а возникает и развивается постепенно. Законодатель должен максимально выражать «общее убеждение нации». Право основано на общих интересах, солидарности (многопартийность в парламенте), создание норм международного права — нормы договора (фиксированное согласие) или обычай (молчаливое согласие). Творец права — не законодатель, а народ; Народ-правотворец → основной источник права — обычай.
Негативное отношение к кодификации права. Такая кодификация вредна, так как законодатель может исказить волю народа.

## Психологическая теория права

### Представители
Э.Р. Бирлинг, Л. Кнапп, Г. Тард, Л.И. Петражицкий, А. Росс З.Фрейд

### Суть теории
Психика людей — это фактор, определяющий развитие общества, в том числе и право. Делится на два вида права — позитивное право и право каждой личности. Понятие и сущность права выводятся не из деятельности законодателя, а прежде всего из психологических закономерностей — правовых эмоций людей, которые носят императивно-атрибутивный характер. Правосознание состоит из правовой идеологии и правовой психологии. Роль правосознания и правовой культуры чрезвычайно важна.

## Социологическая школа права

### Представители
Ойген Эрлих, С. А. Муромцев , Роско Паунд, Дж. Фрэнк, Р. Иеринг

### Суть теории
Право — это не то, что задумано, и не то, что записано, а то, что получилось в действительности. Право воплощается не в естественных правах и законах, а в реализации законов. Если закон находится в области должного, то право — в сфере сущего. Есть право в текстах («мёртвое право») и есть право поведения субъектов правоотношений («живое право»). Формулируют такое «живое» право прежде всего судьи в процессе юрисдикционной деятельности (Паунд: «Право — то, что решил судья»). Источник познания права — это непосредственное наблюдение жизни, поступков; изучение обычаев и документов (договоры, завещания, сделки).

## Позитивная теория

### Представители
К. Бергбом, Т. Гоббс, Г. Ф. Шершеневич, Дж. Остин.

### Суть теории
Эта теория возникла в значительной степени как оппозиционная «естественному праву». Право — это принуждение, приказ, исходящий от государства.
Право возникает с государством, не будет государства — не будет права. Кто нарушает нормы позитивного права —претерпевает санкции (кара, наказание).

## Нормативизм (неопозитивизм)

### Представители
Р. Штаммлер , П. И. Новгородцев, Г. Кельзен

### Суть теории
Право исходит только от государства — право немыслимо без государства, как и государство без права. Исходным является представление о праве как о системе (пирамиде) норм, где на самом верху находится «основная норма», принятая законодателем, и где каждая низшая норма черпает свою законность в норме большей юридической силы. Правовые нормы носят иерархичный характер, в основании находятся индивидуальные акты. По Кельзену, право — это сфера должного, а не сущего. Оно, таким образом, не имеет обоснования вне сферы норм долженствования и его сила зависит от логичности и стройности системы юридических правил поведения. Право следует изучать в «чистом виде», наука должна описывать свой объект таким, какой он есть, а не предписывать, каким он должен быть.

## Материалистическая теория права

### Представители
Маркс, Энгельс, Ленин

### Суть теории
Право понимается как возведенная в закон воля господствующего класса, то есть как классовое явление. Содержание выраженной в праве классовой воли в конечном счете определяется характером производственных отношений, носителями которых выступают классы собственников, держащие в своих руках государственную власть. Право представляет собой такое социальное явление, в котором классовая воля получает государственно-нормативное выражение. Право — это нормы, устанавливаемые и охраняемые государством.

## Интегративная теория

### Представители
А. С. Ященко, Б. А. Кистяковский, Р. З. Лившиц, В. В. Лазарев, В. Г. Графский, Р. А. Ромашов, В. П. Казимирчук, В. Н. Кудрявцев, В. В. Ершов.

### Суть теории
Право — совокупность признаваемых в данном обществе и обеспеченных официальной защитой нормативов равенства и справедливости, регулирующих борьбу и согласование свободных воль в их взаимоотношении друг с другом. Интегративная юриспруденция родилась из естественно-правовой и социологической, создаёт синтетическую теорию права. Основной признак права — нормативность (в чём и заключается его единство с моралью и религией).

### Либертарная теория В. С. Нерсесянца
В юридическо-либертарной классификации правопониманий различают два диаметрально противоположных подхода к определению права через юридическое (лат. ius — право) и легистское (лат. lex — закон) правопонимание.
Легистское правопонимание. Согласно данному подходу право представляет собой продукт деятельности государства, устанавливаемый государственной властью и охраняемый силой государственного принуждения. В этом случае право и закон — суть одно и то же. С этой точки зрения, властная принудительность является единственной отличительной особенностью права. Показательным в данном является высказывание Гоббса Т. — 

 «Правовая сила закона состоит только в том, что он является приказанием суверена».
Подобные представления в XIX веке развивали Дж. Остин, Ш. Амос, Г. Ф. Шершеневич и др.
С легистской точки зрения, определение права можно сформулировать следующим образом: Право — это система формально-определённых, установленных либо санкционированных государством общеобязательных правил поведения (норм права), регулирующих общественные отношения, обеспечиваемых возможностью государственного принуждения.
Юридическое правопонимание. Для юридического типа правопонимания характерна та или иная версия различия права и закона. При этом под правом имеется в виду нечто объективное, не зависящее от воли, усмотрения или произвола законоустанавливающей власти, то есть определённое, отличное от других социальное явление.
В рамках юридического правопонимания среди прочих существуют:
- Естественно-правовой подход.

С точки зрения естественно-правового подхода, право — это право, извне преданное человеку и приоритетное к человеческим установлениям.
- Либертарно-юридический подход, разработанный Нерсесянцем В. С.

Согласно данному подходу под правом понимается нормативное выражение принципа формального равенства, под которым, в свою очередь, подразумевается единство трех компонентов:
1. равной для всех нормы и меры
2. свободы
3. справедливости

### Институциональная теория В. А. Четвернина
Согласно ответу на ключевой вопрос правовой философии («что есть право?») выделяется два основных типа правопонимания:
- потестарный (от лат. potestas — сила, мощь)
- либертарный (от фр. la liberté — свобода).

Согласно первому из них правом являются принудительные нормы, которые устанавливаются социальными субъектами, имеющими возможность обеспечить их выполнение. Именно принудительность этих норм, а не их особое содержание или форма выражения является конституирующим признаком права.
Согласно второму типу правопонимания право обладает самостоятельной сущностью. Соответственно, о социальной норме (например, законе) можно сказать, что данная норма является правовой или неправовой в зависимости от её соответствия принципам права. В естественно-правовых учениях неправовыми являются те нормы, которые противоречат имманентным нравственным законам природы. В российской либертарно-юридической школе (В. С. Нерсесянц, В. А. Четвернин) неправовыми принято считать те нормы, которые нарушают принцип формального равенства — равенства всех людей в правоспособности и правосубъектности.
В. А. Четвернин считает свой подход институциональным (социологическим) либертаризмом, тогда как теории В. С. Нерсесянца он приписывает догматический либертаризм.

### Коммуникативная теория праваА. В. Полякова
Право — это коммуникация (правоотношения — правонарушение — судопроизводство). Сущность определяют эйдосы (образы, идеи) — у каждого субъекта свой образ права, «там где общество, там и право». Есть право не в юридическом смысле: детское право (не брать чужого), право охотников, картёжное право и т. д.